# Kangassaari (ö i Päijänne-Tavastland, Lahtis, lat 61,62, long 26,05)
Kangassaari är en ö i Finland. Den ligger i sjön Jääsjärvi och i kommunen Gustav Adolfs i den ekonomiska regionen  Lahtis ekonomiska region  och landskapet Päijänne-Tavastland, i den södra delen av landet, 170 km norr om huvudstaden Helsingfors. Öns area är 13,9 hektar och dess största längd är 0,8 kilometer i öst-västlig riktning.